# Marie Van Riet
Marie Van Riet (* 30. September 2003 in Brügge) ist eine belgische Squashspielerin.

## Karriere
Marie Van Riet spielte 2022 erstmals auf der PSA World Tour. In der Weltrangliste erreichte sie ihre beste Platzierung mit Rang 185 am 26. Februar 2024.
Bei den Europameisterschaften 2023 wurde sie erstmals in den Kader der belgischen Nationalmannschaft berufen. Sie erreichte mit der Mannschaft sogleich das Finale, das mit 1:2 gegen England verloren wurde. Im Turnierverlauf kam Van Riet lediglich in der letzten Vorrundengruppenbegegnung gegen Wales zum Einsatz, als sie Lowri Roberts in drei Sätzen unterlag. Ein Jahr darauf gelang der Mannschaft schließlich der Titelgewinn. Zwar verlor Van Riet ihre Finalpartie gegen England mit 0:3 gegen Lucy Turmel, was den zwischenzeitlichen 1:1-Ausgleich bedeutete, allerdings gewannen Nele und Tinne Gilis jeweils ihre Partien und sicherten Belgien somit den 2:1-Gesamtsieg und den erstmaligen Gewinn der Europameisterschaften auf Mannschaftsebene. Van Riet bestritt insgesamt drei Partien. 2024 wurde sie nach einem Finalsieg gegen Chloé Crabbé, die 2024 ebenfalls zur siegreichen belgischen Mannschaft gehörte, außerdem belgische Meisterin. Im selben Jahr gehörte sie zum belgischen Aufgebot bei den Weltmeisterschaften, an denen Belgien erstmals seit 2004 wieder teilnahm, und belegte mit der Mannschaft sogleich den dritten Platz. Van Riet wurde 2025 mit der Nationalmannschaft nochmals Vizeeuropameisterin.

## Erfolge
- Europameisterin mit der Mannschaft: 2024
- Belgische Meisterin: 2024